# 姚建民
姚建民（1956年9月—），山西清徐人，汉族，中华人民共和国政治人物、第十二届全国人民代表大会山西地区代表。
1982年毕业于山西农业大学农学专业，获得农学学士、理学硕士。担任山西省农科院研究员、三水中心主任。2013年，被选为全国人大代表。

## 榮譽
- 2021年，獲“全国脱贫攻坚先进个人”荣誉称号[3]。